# Stéphane Ly-Cuong
Stéphane Ly-Cuong est un réalisateur, metteur en scène, comédien et scénariste français né le 22 octobre 1972 à Eaubonne (Val-d'Oise). 

## Biographie
Stéphane Ly-Cuong a fait ses études de cinéma à Paris VIII, au Brooklyn College et à La Fémis (atelier scénario). 
Il aime explorer dans ses films les problématiques de la diaspora vietnamienne. 

## Réalisateur
- 1995 : Tarama no tarama
- 1999 : La Jeune Fille et la Tortue : un court métrage musical avec Barbara Scaff et Jérôme Pradon, avec une musique originale de Patrick Laviosa.
- 2002 : Paradisco :  un court métrage musical avec Jérôme Pradon, Nicolas Larzul, Anthony Rapp, Grégori Baquet, Laurent Bàn, Alexandre Bonstein, Barbara Scaff, Laetitia Colombani, Alexandra Gonin, avec une musique originale de Patrick Laviosa.
- 2013 : Il m'a dit qu'il était séronégatif
- 2015 : Feuilles de printemps[1]: un court-métrage avec Frédéric Chau, avec une musique originale de Patrick Laviosa.
- 2018 : Allée des Jasmins[2] : un court-métrage avec Linh-Dan Pham, Mike Nguyen et Fanny Sidney.
- 2024 : Dans la cuisine des Nguyen[3], un long-métrage avec Clotilde Chevalier, Anh Tran Nghia, Leanna Chea, Thomas Jolly, Linh-Dan Pham.

## Scénariste
- 1995 : Tarama no tarama
- 1999 : La Jeune Fille et la Tortue
- 2002 : Paradisco
- 2013 : Il m'a dit qu'il était séronégatif
- 2015 : Feuilles de printemps
- 2018 : Allée des Jasmins
- 2024 : Hiver à Sokcho, co-écriture avec le réalisateur Koya Kamura
- 2024 : Dans la cuisine des Nguyen

## Réalisateur - Clips
- 2013 : Losing control de Mark Marian avec Laura Smet[4]
- 2016 : Hello you de Mark Marian
- 2017 : If I Loved You de Fleur Mino

## Metteur en scène - Théâtre
- 2005 : Les nouveaux romantiques (Théâtre Essaïon, Paris)
- 2006 : A White Christmas Celebration - Sing A Song Of Christmas (Ikspiari, Tokyo)
- 2007 : C'est toujours ça de pris ! (Théâtre de l'Ile St-Louis & Atelier Théâtre de Montmartre, Paris)
- 2008 : La vie est une comédie musicale (Théâtre de l'Epée de Bois, Cartoucherie de Vincennes)
- 2009 : Vilaines filles mauvais garçons[5] (Péniche Adélaïde, Paris)
- 2010 : Cabaret Jaune Citron (lectures au Théâtre du Petit Saint-Martin, Paris) - Simply Broadway[6] (Théâtre de Nesle, Paris)
- 2011 : Cabaret Jaune Citron (création au Vingtième Théâtre, Paris)
- 2012 : Cabaret Jaune Citron (reprise à l'Auguste Théâtre, Paris)
- 2013 : Edges de Pasek & Paul (création à l'Auguste Théâtre, Paris), The Last Five Years[7] de Jason Robert Brown (création à l'Auguste Théâtre, Paris)
- 2014 : Cabaret Jaune Citron (reprise à l'Auguste Théâtre, Paris), C'est toujours ça de pris ! (Festival OFF d'Avignon, Théâtre des Vents)
- 2015 : Messages personnels[8] (Théâtre des Déchargeurs, Paris), Cabaret Jaune Citron[9],[10] (reprise à l’Auguste Théâtre, Paris), 24 heures de la vie d'une femme[11] (Théâtre La Bruyère, Paris)
- 2016 : Love, Always (Comédie Nation, Paris)
- 2017 : Espiègleries (Carré à la Farine, Versailles)
- 2018 : French Kiss[12] (Théâtre Trévise, Paris)

## Auteur - Théâtre
- 2005 : Les nouveaux romantiques (Théâtre Essaïon, Paris)
- 2007 : C'est toujours ça de pris ! (Théâtre de l'Ile St-Louis & Atelier Théâtre de Montmartre, Paris)
- 2009 : Vilaines filles mauvais garçons[5] (Péniche Adélaïde, Paris)
- 2011 : Cabaret Jaune Citron (création au Vingtième Théâtre, Paris)
- 2015 : 24 heures de la vie d'une femme[11] (Théâtre La Bruyère, Paris)
- 2017 : 24 horas en la vida de una mujer[13] (création en Espagne)
- 2020 : 24 часа из жизни женщины (création en Russie)

## Divers
Stéphane Ly-Cuong a également écrit pour des supports spécialisés sur le théâtre musical. Il a écrit pour Playbill Online, The Sondheim Review, Tony Awards Online et Musical Stages Online. Il a été corédacteur en chef du site Regard en Coulisse de 2001 à 2019.